# Gymnema
Gymnema R.Br., 1810 è un genere di piante della famiglia delle Apocinacee.

## Tassonomia
Il genere comprende le seguenti specie:
- Gymnema acuminatum Wall.
- Gymnema albidum Decne.
- Gymnema albiflorum Costantin
- Gymnema brevifolium Benth.
- Gymnema calycinum Schltr.
- Gymnema chalmersii Schltr.
- Gymnema cumingii Schltr.
- Gymnema cuspidatum (Thunb.) Kuntze
- Gymnema decaisneanum Wight
- Gymnema dissitiflorum Ridl.
- Gymnema dunnii (Maiden & Betche) P.I.Forst.
- Gymnema elegans Wight & Arn.
- Gymnema erianthum Decne.
- Gymnema foetidum Tsiang
- Gymnema glabrum Wight
- Gymnema griffithii Craib
- Gymnema hainanense Tsiang
- Gymnema hirtum Ridl.
- Gymnema inodorum (Lour.) Decne.
- Gymnema javanicum Koord.
- Gymnema khandalense Santapau
- Gymnema kollimalayanum A.Ramach. & M.B.Viswan.
- Gymnema lacei Craib
- Gymnema lactiferum (L.) R.Br. ex Schult.
- Gymnema latifolium  Wall. ex Wight
- Gymnema littorale Blume
- Gymnema longiretinaculatum Tsiang
- Gymnema lushaiense M.A.Rahman & Wilcock
- Gymnema macrothyrsa Warb.
- Gymnema maingayi Hook.f.
- Gymnema mariae Schltr.
- Gymnema micradenium Benth.
- Gymnema molle Wall. ex Wight
- Gymnema montanum Hook.f.
- Gymnema muelleri Benth.
- Gymnema pachyglossum Schltr.
- Gymnema piperii Schltr.
- Gymnema pleiadenium F.Muell.
- Gymnema recurvifolium Blume
- Gymnema rotundatum Thwaites
- Gymnema rufescens Decne.
- Gymnema schlechterianum Warb.
- Gymnema spirei Costantin
- Gymnema suborbiculare K.Schum.
- Gymnema sylvestre (Retz.) R.Br. ex Sm.
- Gymnema syringaefolium (Decne.) Costantin
- Gymnema thorelii Costantin
- Gymnema tricholepis Schltr.
- Gymnema trinerve R.Br.
- Gymnema uncarioides  Schltr.
- Gymnema yunnanense Tsiang